# Зигфрид фон Гелнхаузен
Зигфрид фон Гелнхаузен (на немски: Siegfried von Gelnhausen; * в 13 век; † 19 юли 1321 в Кур) е благородник от Гелнхаузен в Хесен, епископ на Кур (1298 – 1321) в кантон Граубюнден в Швейцария.
Зигфрид фон Гелнхаузен е през 1289 г. каноник в Ашафенбург и каплан в замък в Гелнхаузен. От 1298 г. той е протонотар на канцеларията в Майнц. През ноември 1298 г. той е дякон и свещеник, между 1300 и 1316 г. генерален викар на архиепископство Майнц. На 20 ноември 1298 г. той става епископ на Кур. Той участва често в дворцовите събрания на кралете Албрехт I и Хайнрих VII. Той придружава Хайнрих в похода му в Италия и присъства 1312 г. на императорката му коронизация в Рим. През 1300 г г. той успява да прекрати имперската фогтай на фрайхерен фон Фац на манастир Кур. Той е само рядко в своята диоцеза и през 1310 г. номинира за десет години домпропст Рудолф III фон Монфор за генерален викар.
Той основава женския манастир Химелау в Гелнхаузен.